# Live at the Rainbow '74
Live at the Rainbow '74 är ett livealbum av det brittiska rockbandet Queen. Albumet gavs ut i september 2014 i formaten singel-CD, dubbel-CD, DVD, SD-Blu-ray och fyrdubbel vinyl. Singel-CD och videoversionerna innehåller inspelat material från två konserter som hölls under Sheer Heart Attack tour vid Rainbow Theatre i London den 19 och 20 november 1974. Vinyl- och dubbel-CD-versionerna innehåller dock även material från en konsert som hölls på samma teater under Queen II tour i mars samma år.
Albumet nådde högt på hitlistorna i ett antal länder. Bland annat nådde den sjunde plats på den nederländska albumlistan; albumet fanns på listan under sex veckors tid.

## Låtlista

### Singel-CD/DVD/SD-Blu-ray (november-konserten)
| Nr  | Titel                               | Kompositör                        | Längd |
| --- | ----------------------------------- | --------------------------------- | ----- |
| 1.  | Obetitlad                           | Brian May                         | 1:18  |
| 2.  | Now I'm Here                        | May                               | 5:00  |
| 3.  | Ogre Battle                         | Freddie Mercury                   | 5:31  |
| 4.  | Father to Son                       | May                               | 5:55  |
| 5.  | White Queen (As It Began)           | May                               | 5:34  |
| 6.  | Flick of the Wrist                  | Mercury                           | 4:07  |
| 7.  | In the Lap of the Gods              | Mercury                           | 3:20  |
| 8.  | Killer Queen                        | Mercury                           | 1:26  |
| 9.  | The March of the Black Queen        | Mercury                           | 1:36  |
| 10. | Bring Back That Leroy Brown         | Mercury                           | 1:41  |
| 11. | Son and Daughter                    | May                               | 3:45  |
| 12. | Guitar Solo                         | May                               | 4:41  |
| 13. | Son and Daughter (Reprise)          | May                               | 2:14  |
| 14. | Keep Yourself Alive                 | May                               | 2:23  |
| 15. | Drum Solo                           | Roger Taylor                      | 0:51  |
| 16. | Keep Yourself Alive (Reprise)       | May                               | 1:23  |
| 17. | Seven Seas of Rhye                  | Mercury                           | 3:30  |
| 18. | Stone Cold Crazy                    | Mercury, May, Taylor, John Deacon | 2:40  |
| 19. | Liar                                | Mercury                           | 8:39  |
| 20. | In the Lap of the Gods ...revisited | Mercury                           | 4:10  |
| 21. | Big Spender                         | Cy Coleman, Dorothy Fields        | 1:31  |
| 22. | Modern Times Rock 'n' Roll          | Taylor                            | 3:12  |
| 23. | Jailhouse Rock                      | Jerry Leiber, Mike Stoller        | 4:10  |
| 24. | God Save the Queen                  | Traditional, arr. May             | 1:18  |

#### DVD/SD-Blu-ray bonusmaterial (mars-konserten)
| Nr | Titel                      | Längd |
| -- | -------------------------- | ----- |
| 1. | Son and Daughter           | 3:31  |
| 2. | Guitar Solo                | 2:25  |
| 3. | Son and Daughter (Reprise) | 2:02  |
| 4. | Modern Times Rock 'n' Roll | 2:41  |

### Dubbel-CD/fyrdubbel vinyl

#### Skiva 1 (Queen II tour)
| 1. | Procession                 | May     | 1:15 |
| 2. | Father to Son              | May     | 6:08 |
| 3. | Ogre Battle                | Mercury | 5:27 |
| 4. | Son and Daughter           | May     | 3:31 |
| 5. | Guitar Solo                | May     | 2:25 |
| 6. | Son and Daughter (Reprise) | May     | 2:02 |

| 7. | White Queen (As It Began)        | May     | 5:49 |
| 8. | Great King Rat                   | Mercury | 7:05 |
| 9. | The Fairy Feller's Master-Stroke | Mercury | 2:53 |

| 10. | Keep Yourself Alive                           | May                                                                                                  | 2:10 |
| 11. | Drum Solo                                     | Taylor                                                                                               | 0:28 |
| 12. | Keep Yourself Alive (Reprise)                 | May                                                                                                  | 1:24 |
| 13. | Seven Seas of Rhye                            | Mercury                                                                                              | 3:10 |
| 14. | Modern Times Rock 'n' Roll                    | Taylor                                                                                               | 2:41 |
| 15. | Jailhouse Rock"/"Stupid Cupid"/"Be Bop A Lula | Leiber, Stoller/Howard Greenfield, Neil Sedaka/Gene Vincent, Donald Graves, Bill "Sheriff Tex" Davis | 4:32 |

| 16. | Liar                      | Mercury | 8:28 |
| 17. | See What a Fool I've Been | May     | 4:59 |

#### Skiva 2 (Sheer Heart Attack tour)
| 1. | Procession    | May     | 1:17 |
| 2. | Now I'm Here  | May     | 4:57 |
| 3. | Ogre Battle   | Mercury | 5:30 |
| 4. | Father to Son | May     | 5:54 |

| 5.  | White Queen (As It Began)    | May     | 5:33 |
| 6.  | Flick of the Wrist           | Mercury | 4:05 |
| 7.  | In the Lap of the Gods       | Mercury | 3:17 |
| 8.  | Killer Queen                 | Mercury | 1:25 |
| 9.  | The March of the Black Queen | Mercury | 1:35 |
| 10. | Bring Back That Leroy Brown  | Mercury | 1:39 |

| 11. | Son and Daughter              | May                          | 3:44 |
| 12. | Guitar Solo                   | May                          | 4:41 |
| 13. | Son and Daughter (Reprise)    | May                          | 2:14 |
| 14. | Keep Yourself Alive           | May                          | 2:22 |
| 15. | Drum Solo                     | Taylor                       | 0:51 |
| 16. | Keep Yourself Alive (Reprise) | May                          | 1:24 |
| 17. | Seven Seas of Rhye            | Mercury                      | 3:28 |
| 18. | Stone Cold Crazy              | Mercury, May, Taylor, Deacon | 2:39 |

| 19. | Liar                                | Mercury         | 8:39 |
| 20. | In the Lap of the Gods... Revisited | Mercury         | 4:09 |
| 21. | Big Spender                         | Coleman, Fields | 1:31 |
| 22. | Modern Times Rock 'n' Roll          | Taylor          | 3:11 |
| 23. | Jailhouse Rock                      | Leiber, Stoller | 4:07 |
| 24. | God Save the Queen                  | Trad., arr. May | 1:16 |

### Dubbel-LP-version
LP 1 (Queen II tour)
| 1. | Procession                    | May     | 1:15 |
| 2. | Father to Son                 | May     | 6:08 |
| 3. | Ogre Battle                   | Mercury | 5:27 |
| 4. | Son and Daughter              | May     | 3:30 |
| 5. | Guitar Solo                   | May     | 2:25 |
| 6. | Son and Daughter (Reprise)    | May     | 2:02 |
| 7. | Keep Yourself Alive           | May     | 2:10 |
| 8. | Drum Solo                     | Taylor  | 0:28 |
| 9. | Keep Yourself Alive (Reprise) | May     | 1:24 |

| 10. | Seven Seas of Rhye         | Mercury | 3:10 |
| 11. | Modern Times Rock 'n' Roll | Taylor  | 2:41 |
| 12. | Liar                       | Mercury | 8:28 |

LP 2 (Sheer Heart Attack tour)
| 13. | Procession                | May     | 1:18 |
| 14. | Now I'm Here              | May     | 4:47 |
| 15. | White Queen (As It Began) | May     | 5:34 |
| 16. | Flick of the Wrist        | Mercury | 4:06 |

| 17. | In the Lap of the Gods              | Mercury                      | 3:17 |
| 18. | Killer Queen                        | Mercury                      | 1:25 |
| 19. | The March of the Black Queen        | Mercury                      | 1:35 |
| 20. | Bring Back That Leroy Brown         | Mercury                      | 1:40 |
| 21. | Stone Cold Crazy                    | Mercury, May, Taylor, Deacon | 2:40 |
| 22. | In The Lap Of The Gods... Revisited | Mercury                      | 4:10 |

## Medverkande
- Freddie Mercury - sång, piano
- Brian May - gitarr, sång, ukulele (under "Bring Back That Leroy Brown")
- Roger Taylor - trummor, percussion, sång
- John Deacon - elbas, sång, triangel (under "Killer Queen")